# کانی هینس
 کانی هینس (انگلیسی: Connie Hines؛ ۲۴ مارس ۱۹۳۱ – ۱۸ دسامبر ۲۰۰۹) یک هنرپیشه اهل ایالات متحده آمریکا بود. وی بین سال‌های ۱۹۵۹ تا ۱۹۷۱ میلادی فعالیت می‌کرد.